# 半截河
42°53′46″N 125°7′20″E / 42.89611°N 125.12222°E
半截河，位于中华人民共和国吉林省南部辽源市境内，是东辽河右岸支流，发源于辽源西安区灯塔镇丰收村北岭，自北向南流经灯塔镇富强村、灯塔镇治、西安区城区，于辽源市区西部汇入东辽河。河长12.7千米，河道比降2.35‰，流域面积35.5平方千米。年均流量400万立方米。半截河上游植被较差，水土流失严重，中下游流经市中心区，是城区防洪的主要河流，也是城市排水的主要干沟。